# Chitaura mengkoka
Chitaura mengkoka är en insektsart som beskrevs av Willy Adolf Theodor Ramme 1941. Chitaura mengkoka ingår i släktet Chitaura och familjen gräshoppor. Inga underarter finns listade i Catalogue of Life.